# Una parola comune tra noi e voi
Una parola comune tra noi e voi è una lettera aperta inviata il 13 ottobre 2007 da centotrentotto leader religiosi musulmani ai maggiori leader religiosi cristiani. La missiva promuove la pace tra musulmani e cristiani e cerca un terreno comune di dialogo e comprensione basato sui due valori principali comuni alle due fedi: l'amore per l'unico Dio e l'amore per il prossimo.

## Contesto
Questa lettera ne segue una più breve scritta nel 2006 in risposta alla lezione all'Università di Ratisbona tenuta il 12 settembre 2006 da papa Benedetto XVI. In questa lezione, su fede e ragione, il papa ha posto l'accento sul Cristianesimo e su quella che ha chiamato la tendenza ad "escludere il problema Dio" dalla ragione. Il riferimento all'Islam è in una parte del discorso in cui il papa cita le forti critiche dell'imperatore bizantino Manuele II Paleologo nei confronti degli insegnamenti di Maometto.
Un mese dopo, trentotto saggi musulmani in rappresentanza di tutte le correnti dell'Islam, hanno risposto al papa, in "Una lettera aperta al papa", datata 13 ottobre 2006. Qui si invitava il papa a proseguire il dialogo su argomenti di interpretazione scritturistica islamica, riguardo ai quali, secondo gli estensori della lettera, Joseph Ratzinger era incorso in alcuni errori. Un anno dopo, il 13 ottobre 2007, centotrentotto personalità islamiche scrivono "Una parola comune tra noi e voi" per promuovere il dialogo interreligioso e dichiarare che Islam e Cristianesimo fondano la loro fede su basi comuni: oltre alla fede in un unico Dio, la necessità di amarlo e la necessità di amare il prossimo.

## Destinatari
La lettera è indirizzata al papa Benedetto XVI, ai patriarchi della Chiesa ortodossa, ai rappresentanti dei principali movimenti cristiani protestanti e a tutti gli altri leader cristiani. Ha il tono di un trattato teologico e contiene ampie citazioni del Corano (circa il 30% dell'intero testo) e della Bibbia (circa il 10%), nonché di un certo numero di hadit.

## Autori
La lettera, di circa quindici pagine, è firmata da centotrentotto eminenti personalità musulmane, rappresentanti sia del mondo sunnita che di quello sciita, provenienti da quaranta paesi diversi. Si tratta di accademici, intellettuali, studiosi, ministri, consiglieri politici, scrittori, muftī e direttori di media (elencati in ordine alfabetico), ma quasi la metà di essi sono accademici e studiosi. Un gruppo di esperti islamici appartenenti al Regio istituto Aal al-Bayt per il pensiero islamico (centro di ricerca non governativo internazionale e indipendente di Amman, promotore della lettera), hanno contribuito a stilarne una bozza nell'arco di tre anni. Molti firmatari della lettera hanno un grande seguito nel mondo islamico e al di fuori di esso.
Sin dall’inizio si era ipotizzato che il documento fosse stato in gran parte scritto dal principe Ghazi bin Muhammad di Giordania, cugino del re Abdullah II e direttore del Regio Istituto Aal al-Bayt. In seguito, Ghazi stesso fece sapere di essere stato non solo uno degli autori principali, ma l’unico autore del testo.

## Contenuto
- Elenco dei destinatari
- Introduzione
- L'amore di Dio
- L'amore di Dio nell'Islam
- L'amore di Dio come primo e più grande comandamento nella Bibbia
- L'amore per il prossimo
- L'amore per il prossimo nell'Islam
- L'amore per il prossimo nella Bibbia
- Venite a una Parola Comune fra noi e voi
- Note
- Firme

## Punti salienti della lettera
“La base per questa pace e comprensione esiste già. Fa parte dei principi veramente
fondamentali di entrambe le fedi: l'amore per l'unico Dio e l'amore per il prossimo.
Questi principi si trovano ribaditi più e più volte nei testi sacri dell'Islam e del
Cristianesimo.”
“Mentre Islam e Cristianesimo sono ovviamente religioni differenti – e non
minimizziamo affatto le loro differenze formali – è chiaro che i Due Comandamenti più
grandi sono un terreno comune e un collegamento fra il Corano, la Torah e il Nuovo
Testamento.”
“Trovare il terreno comune fra musulmani e cristiani non è semplicemente una questione di corretto dialogo ecumenico fra i vari capi religiosi. Il Cristianesimo e l'Islam sono rispettivamente la più numerosa e la seconda più numerosa religione nel mondo e nella
storia. Cristiani e Musulmani costituiscono rispettivamente, secondo le statistiche, oltre un terzo e oltre un quinto dell'umanità. Insieme formano oltre il 55% della popolazione mondiale; ciò fa della relazione tra queste due comunità religiose il più importante fattore
per il mantenimento della pace in tutto il mondo. Se Musulmani e Cristiani non sono in
pace, il mondo non può essere in pace. Con il terribile armamento del mondo moderno e
con Musulmani e Cristiani interconnessi ovunque mai come ora, nessuna parte può vincere unilateralmente un conflitto che coinvolga più della metà degli abitanti del
mondo. Così il nostro comune futuro è in pericolo. È forse in gioco la stessa sopravvivenza del mondo."
“E a quelli che ciononostante provano piacere nel conflitto e nella distruzione, o
stimano che alla fine riusciranno a vincere, noi diciamo che anche le nostre anime eterne
sono in pericolo se non riusciremo a fare sinceramente ogni sforzo per la pace e giungere
ad un'armonia condivisa.”
“Facciamo quindi in modo che le nostre differenze non provochino odio e conflitto
tra noi. Gareggiamo gli uni con gli altri solamente in rettitudine e in opere buone.
Rispettiamoci, siamo giusti e gentili, e viviamo in pace sincera, nell'armonia e nella
benevolenza reciproca.”

## Reazioni
Sebbene molti leader religiosi, studiosi e laici cristiani abbiano pronunciato annunci pubblici o risposto alla lettera, finora non vi è ancora stata una dichiarazione condivisa da parte di tutti i destinatari.
Alcuni rappresentanti religiosi cristiani, laici e accademici hanno accolto questa lettera come la base per promuovere la reciproca comprensione e dialogo duraturo tra Islam e Cristianesimo. Tra questi diversi alti prelati cattolici, il vescovo Mark S. Hanson della Chiesa evangelica luterana in America, il reverendo David Coffey dell'Alleanza Mondiale Battista, il reverendo Samuel Kobia, segretario generale del Concilio mondiale delle chiese, il reverendo Michael Livingston, Presidente del Concilio nazionale delle Chiese di Cristo degli Stati Uniti, il reverendo Iain Torrance, Presidente del Seminario teologico di Princeton, e i Presidi e membri delle facoltà teologiche delle Università Yale, Harvard e Cambridge. L'arcivescovo di Canterbury, Rowan Williams, ai suoi primi commenti di approvazione ha fatto seguire delle consultazioni intra-cristiane (a livello ecumenico) e un convegno cristiano-musulmano di alto profilo, celebrato appunto a Cambridge; inoltre ha realizzato un considerevole testo teologico, in cui ha provveduto a rispondere ad una serie di argomenti presenti nella lettera dei leader musulmani.
Il cardinale Jean-Louis Tauran, pur accogliendo di buon grado l'invito al dialogo, ha dichiarato che un vero dialogo con i musulmani è difficile da realizzare. Il cardinale ha posto il problema della scarsa reciprocità, ad esempio per quel che riguarda il divieto o i limiti posti alla costruzione di chiese in alcuni paesi musulmani, mentre nei paesi cristiani i musulmani sono liberi di costruire le loro moschee. Ha anche affermato: "I musulmani non accettano che si discuta del Corano nei dettagli, poiché essi ritengono sia stato scritto sotto dettatura di Dio… Con una talmente rigida interpretazione è difficile discutere dei contenuti della fede." Il cardinale Tauran ha però in seguito precisato che le sue considerazioni non erano esclusiviste e che, anzi, musulmani e cristiani debbono impegnarsi per un dialogo concreto riguardante i principi teologici e spirituali.
La Divinity School di Yale, per iniziativa del professor Miroslav Volf, ha invece inviato il 12 ottobre 2007 una risposta positiva alla lettera dal titolo Loving God and Neighbor Together: A Christian Response to A Common Word between Us and You ("Amare sia Dio che il Prossimo: Una Risposta Cristiana a Una Parola Comune tra Noi e Voi"). Il 18 novembre 2007 è stata pubblicata con un annuncio a pagamento di una pagina sul New York Times con quasi 300 firmatari. La lettera appello ha raccolto numerose altre firme fino ad oggi sul sito internet della Divinity School della Yale.
Diversi studiosi e capi religiosi ebraici hanno anche raccolto l'appello della lettera aperta come base per un futuro dialogo, come ha fatto il Rabbino Capo di Israele.
Alcuni commentatori politici conservatori, come l'editorialista politica americana Mona Charen, ha criticato la lettera in quanto enfatizzerebbe in modo eccessivo l'ostilità lamentata nei confronti dei musulmani e, per altri versi, ignorerebbe (letteralmente, secondo l'autrice, "schiverebbe") le discriminazioni e le violenze ad opera di musulmani commesse a danno dei cristiani.
Robert Spencer, un altro commentatore americano, ha scritto così: "La persecuzione dei cristiani è il motivo principale dell'inadeguatezza della lettera come base di un vero dialogo tra musulmani e cristiani. Un genuino dialogo deve porsi il problema, o quantomeno essere consapevole, delle evidenti differenze tra le due parti. Nessuna questione può essere risolta e alcuna pace genuina o armonia può essere ottenuta se non ponendo come base il confronto di queste differenze."
Un'analisi della lettera del Barnabas Fund, un'organizzazione missionaria protestante, mette in evidenza alcuni importanti aspetti che non sono stati affrontati. L'analisi osserva che sebbene la lettera riscontri che una guerra mondiale tra Islam e Cristianesimo è in atto, non si trova alcun senso di colpa per le ingiustizie attuali e storiche inflitte ai cristiani dall'Islam. Né ammette che l'operato dei musulmani possa aver contribuito ad allontanare il mondo cristiano da quello musulmano.  L'analisi afferma infine che non c'è alcun riferimento nella lettera al fatto che in tante nazioni, quali Iraq, Sudan, Nigeria, Indonesia e Pakistan, più che la Cristianità, è l'Islam a combattere una guerra per distruggere o rimpiazzare il Cristianesimo.
La sezione FAQ del sito internet di "Una Parola Comune" risponde così alle critiche sulla presunta assenza di importanti questioni nella lettera: "Questo documento è un primo passo, ma si sforza di porre le solide fondamenta per la costruzione di tanti edifici che vale la pena innalzare. Non ci si può aspettare da questa lettera il compimento di tutto in una volta. Inoltre, molte tra queste questioni erano già state affrontate nel Messaggio di Amman (vedi:http://www.ammanmessage.com)." Il sito più avanti riconosce che la lettera possa essere una forma di "propaganda": "Se voi intendete con questo testimoniare e proclamare la propria fede con compassione e gentilezza, ebbene sì. Se invece intendete l'imposizione dei propri punti di vista agli altri, allora no."
Il 29 novembre 2007 è giunta una lettera di risposta indirizzata a Sua Altezza Reale il Principe di Giordania Ghazi bin Muhammad bin Talal, uno dei principali firmatari della lettera aperta, da parte del Cardinale Tarcisio Bertone, Segretario di Stato Vaticano, in nome del Papa in cui c'è un ringraziamento sentito per la lettera aperta, è sottolineato l'impegno del Pontificato di Benedetto XVI per il dialogo con l'Islam e vi è l'invito a un incontro personale al Vaticano con una rappresentanza dei firmatari della lettera.
Il 5 marzo 2008 una delegazione di cinque musulmani firmatari di "Una Parola Comune" e il Vaticano hanno concordato la fondazione di un "Forum Cattolico-Musulmano" permanente che si incontri con cadenza biennale e operi regolarmente. La prima sessione, presieduta da Sua Santità il papa Benedetto XVI, si sarebbe tenuta dal 4 al 6 novembre 2008 a Roma e avrebbe visto la presenza di ventiquattro tra studiosi e guide religiose di entrambe le fedi. Gli argomenti della prima sono stati: "L'amore di Dio, L'amore per il prossimo", "Fondamenta teologiche e spirituali" e "Dignità umana e rispetto reciproco". È stata prevista anche una sessione pubblica. Il dialogo bilaterale è poi proseguito con altri incontri, nel 2011, nel 2014 e nel 2017.

## Sito internet ufficiale
Il 10 ottobre 2007 è stata pubblicata una pagina internet ufficiale per divulgare i contenuti della lettera.  All'ingresso nel sito una finestra pop-up compare chiedendo ai lettori di esprimere la "piena condivisione" della lettera.  Al 26 aprile 2008 il sito ha registrato 5248 firme a favore della lettera e circa 120.000 visitatori.
Il sito ufficiale contiene: il testo della lettera (intitolato in inglese "A Common Word Between Us"), una lista di firmatari, destinatari, risposte dei cristiani, risposte degli ebrei, rassegna stampa regolarmente aggiornata, documenti scaricabili e traduzioni, nuove firme, immagini, commenti, eccetera. Il sito internet ha una pagina dove i visitatori possono lasciare commenti.